# Dürrnbachhorn
Dürrnbachhorn är en bergstopp i Österrike, på gränsen till Tyskland.   Den ligger i distriktet Zell am See och förbundslandet Salzburg, i den centrala delen av landet, 290 km väster om huvudstaden Wien. Toppen på Dürrnbachhorn är 1 776 meter över havet, eller 675 meter över den omgivande terrängen. Bredden vid basen är 6,8 km.
Terrängen runt Dürrnbachhorn är kuperad åt nordväst, men åt sydost är den bergig. Runt Dürrnbachhorn är det ganska glesbefolkat, med 34 invånare per kvadratkilometer.. Närmaste större samhälle är Kössen, 14,5 km väster om Dürrnbachhorn. 
I omgivningarna runt Dürrnbachhorn växer i huvudsak blandskog.